# Asticta angustipennis
Asticta angustipennis är en fjärilsart som beskrevs av W. Warren 1913. Asticta angustipennis ingår i släktet Asticta och familjen nattflyn. Inga underarter finns listade i Catalogue of Life.